# اسماعیل رودریگس
اسماعیل رودریگس (اسپانیایی: Ismael Rodríguez‎؛ زادهٔ ۱۰ ژانویهٔ ۱۹۸۱) بازیکن فوتبال اهل مکزیک است.
از باشگاه‌هایی که در آن بازی کرده‌است می‌توان به باشگاه فوتبال آمریکا، باشگاه فوتبال کرتارو، و باشگاه فوتبال مونتری اشاره کرد.
وی همچنین در تیم ملی فوتبال مکزیک بازی کرده‌است.